# ولادیمیر جانی‌بک‌اف

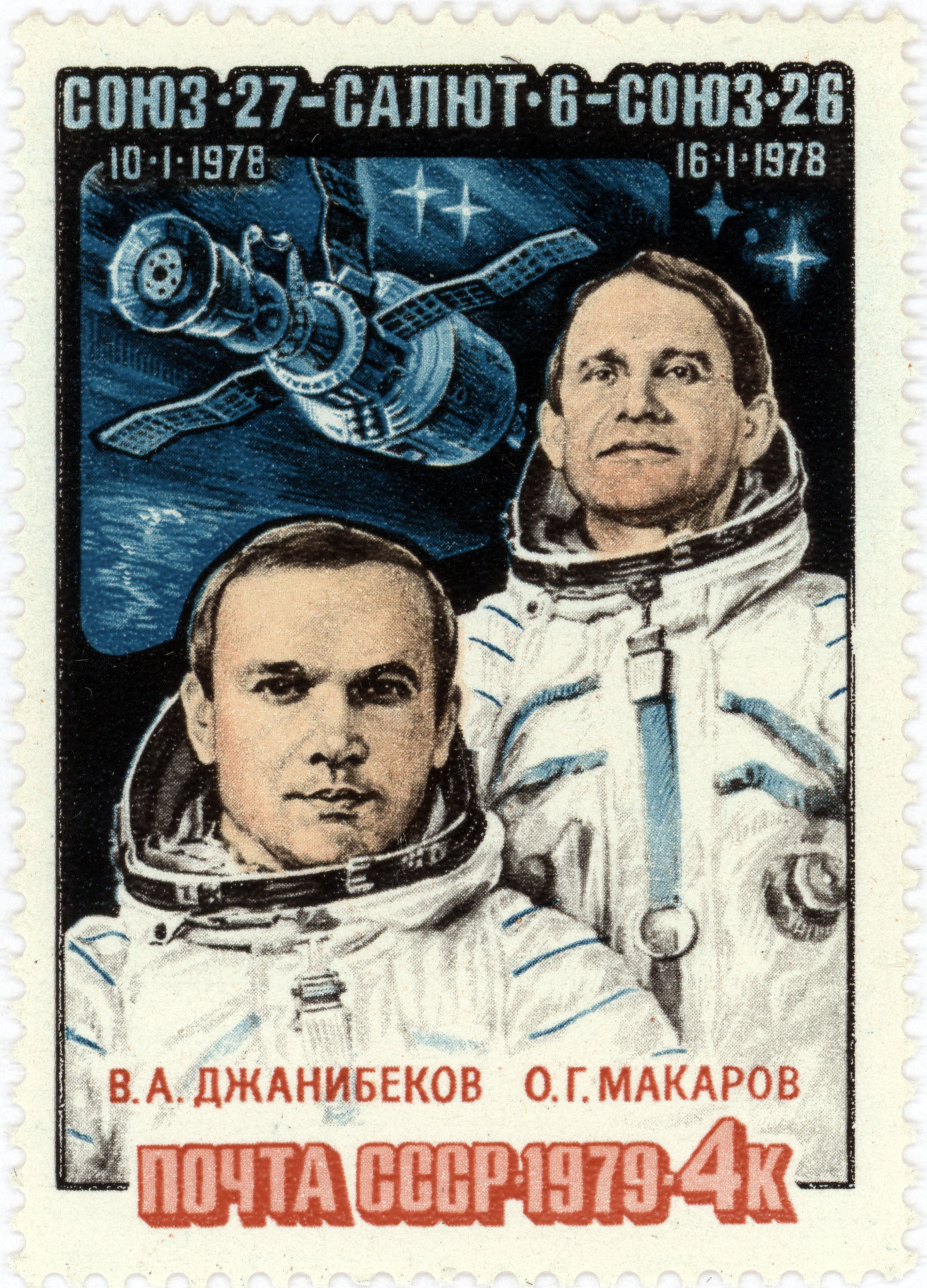

ولادیمیر جانی‌بک‌اف (به انگلیسی: Vladimir Dzhanibekov) فضانورد اهل اتحاد شوروی است که در  ۱۳ مهٔ ۱۹۴۲ در اسکندر، تاشکند زاده شد. وی در مأموریت سایوز ۲۷، سایوز ۳۹، سایوز تی-۶، سایوز تی-۱۲، سایوز تی-۱۳ حضور داشته است.